# Macaracas (distrito)
Macaracas é um distrito da província de Los Santos, Panamá. Possui uma área de 504,40 km² e uma população de 9.137 habitantes (censo 2000), perfazendo uma densidade demográfica de 18,11 hab./km². Sua capital é a cidade de Macaracas.